# Without Her Father's Consent
Without Her Father's Consent è un cortometraggio muto del 1910 diretto da Lewin Fitzhamon.

## Trama
Una coppietta di innamorati scappa di casa. Per impedire al padre di lei di inseguirli, gli hanno nascosto i vestiti. Ma papà non demorde: corre dietro ai fuggitivi vestito da donna.

## Produzione
Il film fu prodotto dalla Hepworth.

## Distribuzione
Distribuito dalla Hepworth, il film - un cortometraggio di 160,02 metri - uscì nelle sale cinematografiche britanniche nel luglio 1910.
Si conoscono pochi dati del film che, prodotto dalla Hepworth, fu distrutto nel 1924 dallo stesso produttore, Cecil M. Hepworth. Fallito, in gravissime difficoltà finanziarie, il produttore pensò in questo modo di poter almeno recuperare il nitrato d'argento della pellicola.